# Коли мрії збуваються
Коли мрії збуваються (англ. When Dreams Come True) — американська короткометражна кінокомедія Мака Сеннета 1913 року з Мейбл Норманд в головній ролі.

## У ролях
- Форд Стерлінг — коробейник
- Мейбл Норманд — дружина коробейника
- Роско «Товстун» Арбакл — чоловік
- Генк Манн — поліцейський
- Чарльз Ейвері
- Емма Кліфтон
- Еліс Девенпорт
- Чарльз Інслі